# Dussac
Dussac (tiếng Occitan là Dussac) là một xã của Pháp, nằm ở tỉnh Dordogne trong vùng Aquitaine của Pháp.

## Hành chính
| Danh sách các xã trưởng                |             |                   |                  |                 |
| Giai đoạn                              | Giai đoạn   | Tên               | Đảng             | Tư cách         |
| tháng 3 năm 2001                       | đương nhiệm | Philippe Rousseau | không chính thức | quản lý công ty |
| Tất cả các dữ liệu trước đây không rõ. |             |                   |                  |                 |

## Thông tin nhân khẩu
| Năm    | 1962 | 1968 | 1975 | 1982 | 1990 | 1999 | 2006 |
| ------ | ---- | ---- | ---- | ---- | ---- | ---- | ---- |
| Dân số | 629  | 560  | 512  | 460  | 431  | 419  | 380  |